# Bābā Kolā
Bābā Kolā (persiska: بابا كَلا, Bābā Kalā, بابا كلا) är en bondby i Iran.   Den ligger i provinsen Mazandaran, i den norra delen av landet, 200 km öster om huvudstaden Teheran. Bābā Kolā ligger 765 meter över havet och antalet invånare är 283.
Terrängen runt Bābā Kolā är kuperad åt nordväst, men åt sydost är den bergig. Bābā Kolā ligger nere i en dal. Runt Bābā Kolā är det ganska tätbefolkat, med 111 invånare per kvadratkilometer. Närmaste större samhälle är Kīāsar, 10,7 km söder om Bābā Kolā. Trakten runt Bābā Kolā består i huvudsak av gräsmarker.